# Gynoplistia dileuca
Gynoplistia dileuca là một loài ruồi trong họ Limoniidae. Chúng phân bố ở miền Australasia.